# Фёдоров, Михаил Васильевич (шашист)
Михаил Васильевич Фёдоров (род. 6 ноября 1950, Марьяновка, Донецкая область) — советский и украинский шашечный композитор, серебряный призёр чемпионата мира (2012), многократный чемпион Украины. Мастер спорта СССР по шашечной композиции (1973 год), гроссмейстер Украины по шашечной композиции (1995 год), международный мастер по шашечной композиции.

## Главные спортивные достижения
чемпионаты мира по шашечной композиции
2012, PWCZ-I, «задачи-100», 2 место.
чемпионат Украины по шашечной композиции
1 место:
— I чемпионат, 1981 г., «задачи-100»;
— III чемпионат, 1986 г., «задачи-100»;
— VII чемпионат, 1993 г., «задачи-100» и «миниатюры-100»;
— VIII чемпионат, 1995 г., «задачи-100»;
— XII чемпионат, 2012 г., «миниатюры-100».
международные конкурсы
1 место:
— Конкурс «FMJD-98», категория A, «миниатюры-100»;
— Конкурс «Lietuva-2006», «проблемы-100».